# Marea Ohotsk
Marea Ohotsk (în rusă Охотское море – Ohotskoje more) este o mare în Asia răsăriteană ce are legătură cu Oceanul Pacific. Marea este situată între peninsula Kamceatka, insulele Kurile în est și insula Sahalin în sud. La limita dintre Marea Japoniei și Marea Ohotsk se varsă fluviul Amur.
Marea are o suprafață de 1,53 milioane km², și o adâncime maximă de 3372 m cu o medie de 971 m, cea mai parte a mării îngheațând iarna cu excepția regiunii insulelor Kurile. Iarna temperatura apei mării este -1 °C iar vara se ridică până la +10 °C în bazinul nordic și +15 °C în bazinul sudic.
Salinitatea este de 32‰ (scade până la 27‰ în zonele de revărsare a fluviilor Amur, Uda și Ohota).
Mareele au caracter mixt și o amplitudine maximă de 13 m.

## Porturi
- Abașiri
- Iujno-Sahalinsk
- Magadan
- Nikolaievsk na Amure
- Ohotsk
- Palana
- Sovietskaia Gavan
- Vakanai